# Inhume
Inhume ist eine Grindcore/Deathgrind-Band aus Limburg in den Niederlanden.

## Geschichte
Die Band Inhume wurde 1994 von Joost (Gesang), Johan Dirkx (Gesang), Richard Ebisch (Gitarre), Loek Peeters (Bass) und Roel Sanders (Schlagzeug) gegründet. Bereits von Beginn an waren die Musiker in der Grindcore-Szene sehr aktiv und spielten mit Bands wie Agathocles, Dead Infection, Benediction, Altar und Nyctophobic diverse Gigs. 1995 erschien das erste Demo der Band. Es folgten Split-Tapes mit Mundo de Mierda und Suppository und ein Promotape. Die Band sollte als Vorgruppe von Deranged auf Europatournee gehen, musste dies jedoch absagen, da Richard Ebisch und Roel Sanders ausstiegen. Ersterer konzentrierte sich auf seine Hauptband Occult (später Legion of the Damned).
Mit Harold Gielen (Gitarre) und Michiel Adriaans (Schlagzeug) konnte Ersatz gefunden werden. Adriaans verließ die Band jedoch noch im gleichen Jahr. Er ist auf einer Split-7’’ mit Blood zu hören. Auch sein Nachfolger Erik De Windt (Sinister) blieb nur wenige Monate, bevor er nach Australien zog, um sich Deströyer 666 anzuschließen. Jedoch kam Roel Sanders zurück zur Band.
2000 erschien das Debütalbum Decomposing from Inside (Bones Brigade Records), bevor Inhume einen Vertrag bei Osmose Productions unterschrieb. Dort folgten In for the Kill (2003) mit dem neuen Sänger Dorus van Ooij, der Gründungsmitglied  Johan „Driek“ Dirkx ersetzte. 2007 stieg Harald Gielen aus, die Band machte jedoch mit einem Gitarristen weiter. Im gleichen Jahr erschien Chaos Dissection Order.
2008 kam ein Vertrag mit dem deutschen Label War Anthem Records zustande, das 2010 das nächste Album Moulding the Deformed veröffentlichte.

## Stil
Inhume spielt Grindcore mit starken Death-Metal-Einflüssen. Als musikalische Vorbilder bezeichnen sie selbst Carcass, Napalm Death und Terrorizer. Die Texte orientieren sich an Carcass und Autopsy. Trotz ihres eher simplen und auf Schnelligkeit aufbauenden Musikstils gilt Inhume „als eine der besten – und ältesten – Death-Grind-Bands überhaupt“.
Die Mitglieder der Band sind auch in anderen Grindcore-Bands aktiv. So sind Ben Janssen und Loek Peeters auch bei Bile, während Joost Silvrants Sänger bei Drowning in Tears und Cliteater ist. Silvrants war auch als Interimssänger bei Sinister aktiv. Schlagzeuger Roel Sanders war unter anderem bei God Dethroned und Asphyx.

## Diskografie

### Demos
- 1995: Demo I
- 1997: The Missing Limb

### Alben
- 2000: Decomposing from Inside (Bones Brigade Records)
- 2003: In for the Kill (Osmose Productions)
- 2007: Chaos Dissection Order (Osmose Productions)
- 2010: Moulding the Deformed (War Anthem Records)

### Splitalben
- 1997: Enjoying the Violence? Split mit Mundo De Mierda (Eigenproduktion)
- 1998: Split mit Blood (Eigenproduktion von Blood)
- 2003: Dutch Assault (Split-CD mit Suppository, Last Days of Humanity und S.M.E.S., Relapse Records)
- 2008: Slimewave Series Vol.6 (Split-7’’ mit Mumakil, Relapse Records)